# کورادو بارازوتی
 کورادو بارازوتی (انگلیسی: Corrado Barazzutti؛ زادهٔ ۱۹ فوریهٔ ۱۹۵۳) یک تنیس‌باز اهل ایتالیا است.